# Grand maître des cérémonies de France
Pour les articles homonymes, voir Maître des cérémonies.
Le grand maître des cérémonies de France est, sous l'Ancien Régime et  la Restauration, l'officier de la Maison du roi chargé d'ordonner toutes les cérémonies publiques de la couronne de France.

## Rôle
Le grand maître des cérémonies s'occupe des « cérémonials d'État »
(Ralph E. Giesey) et non d'étiquette, c'est-à-dire de la vie publique du gouvernant et non de sa vie privée. Sont de sa compétence les naissances, baptêmes, mariages et enterrements de la famille royale, les réceptions d'ambassadeurs, les festins royaux, les entrées royales, les sacres et couronnements, les lits de justice, les États généraux et assemblées de notables, etc.
Les rôles du grand maître sont les suivants :
- il s'occupe de la logistique des cérémonies (matériels, ouvriers, plans et cartes) ;
- il porte les messages et convocations du roi auprès du Parlement, des autres cours souveraines et  des grands du royaume ;
- il accompagne le roi et la reine en voyage, ou les souverains étrangers, pour régler les cérémonies prévues sur la route ;
- il consigne les cérémonies qu'il a réglées dans ses registres, pour servir de jurisprudence et de guide pour les cérémonies futures ;
- il conseille les courtisans sur leur rôle dans les cérémonies, et veille au bon ordre de leur déroulement.

## La charge
La charge a été créée par Henri III par règlement, le 1er janvier 1585, par distraction de la charge de grand maître de France. Pour cette raison, le grand maître des cérémonies prête serment entre les mains de ce dernier.
Sous les règnes des rois Louis XV et Louis XVI, au XVIIIe siècle, la charge de grand maître des cérémonies est tenue par une même famille, celle des marquis de Dreux-Brézé.
Elle a été supprimée lors de la chute de la monarchie en 1792, puis a été rétablie lors de la Restauration. Elle perdura sous les régimes impériaux avant de disparaitre en 1870 au sein du Service du Protocole attaché au Ministère des Affaires Étrangères.
Dans l'exercice de ses fonctions, le grand maître porte un bâton recouvert de velours noir, à bout et pomme d'ivoire. 
Pour l'aider, il est assisté d'un introducteur des ambassadeurs, d'un maître des cérémonies et d'aides des cérémonies.

## Titulaires
Ancien régime

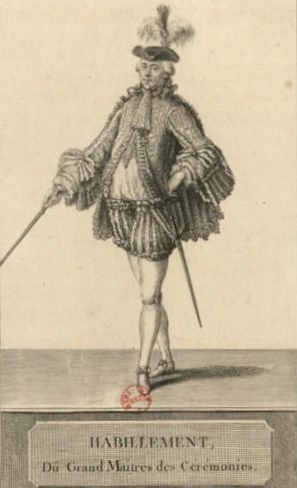
Joachim de Dreux-Brézé n Grand maître des cérémonies, en 1775 pour le sacre de, gravure Charles Emmanuel Patas.

- 1585-1603 Guillaume Pot (1539-1603), seigneur de Rhodes
- 1603-1615 Guillaume II Pot (+1615), seigneur de Rhodes
- 1616-1619 François Pot (+1619), seigneur de Rhodes
- 1622-1642 Claude Pot (+1642), seigneur de Rhodes
- 1642-1666 Henri Pot (+1666), seigneur de Rhodes
- 1666-1684 Charles Pot (+1705), marquis de Rhodes
- 1684-1701 Jules-Armand Colbert (1664-1704), marquis de Blainville
- 1701-1749 Thomas de Dreux-Brézé (1677-1749)
- 1749-1754 Michel de Dreux (1700-1754), marquis de Dreux-Brézé
- 1755-1781 Joachim de Dreux (1710-1781), marquis de Dreux-Brézé
- 1781-1792 Henri-Évrard de Dreux, marquis de Dreux-Brézé (1766-1829)

Premier Empire
- 1804-1814 et 1815 (Cent-Jours) Louis-Philippe de Ségur (1753-1830), comte de Ségur

Restaurations
- 1814-1829 Henri-Évrard de Dreux, marquis de Dreux-Brézé (1766-1829)
- 1829-1830 Scipion de Dreux-Brézé (1793-1845)

Second Empire
- 1852-1870 Marie Jean Pierre Hubert de Cambacérès, baron puis duc de Cambacérès (1798-1881)

Continua après l'Empire à assurer les devoirs de sa charge aux obsèques de Napoléon III puis ceux du Prince Impérial